# 이필립
이필립(1981년 5월 26일~)은 한국계 미국인 전직 배우이자 현직 기업인이다. 이름 필립(Phillip)은 천주교 세례명을 사용했다. 여권에 기재한 이름은  "필립 광훈 리"이다.

## 이력
2000년 미국 공연 작품이었던 뮤지컬 《포기와 베스》에서 단역으로 출연하며 뮤지컬 배우로 데뷔하였다. 이듬해 2001년 미국 지역 연극《로빈 후드》에서 단역으로 출연하며 연극 배우 데뷔했다.
5년 후, 2006년 대한민국 CF 광고 모델 데뷔하였고, 2007년 MBC 수목 드라마 《태왕사신기》에서 "처로" 역으로 첫 출연하였다.
2010년 출연한 SBS 주말 드라마 《시크릿 가든》에서 "임종수" 역을 연기하였다.
2012년 SBS 드라마 《신의》에서 배역을 맡았다. 배역 준비로 하던 액션 연습 과정에서 사고로 부상을 당했다. 얼굴 부위에 충격을 받아 눈 주위에 매우 심각한 부상을 입었다. 실명까지 예견했던 부상 이후 배우 활동을 그만두었고, 오랜 회복 기간 이후 다행히 장애 없이 회복하였다. 후유증은 남아서 무대 조명처럼 밝은 빛에 민감하다고 한다.
현재는 '카탈리스트'(katalyst)라는 회사를 설립하였고, 화장품 브랜드, '프로레나타'(PRO RE NATA)로 다양한 화장품을 공급하는 사업가이다.
2020년 10월 10일, 쇼핑몰 대표 겸 인플루언서 박현선과 결혼하였다. 박현선과 슬하에 아들(2022년)과 딸(2024년)을 두었다.

## 출연작

### 뮤지컬
- 2000년 《포기와 베스》 ... 스키피오 역(남자 단역)

### 연극
- 2001년 《로빈 후드》 ... 왕궁 전령 역(남자 단역)

### 드라마
- MBC 《태왕사신기》 ... 처로 역(2007년)
- KBS 《남자 이야기》 ... 도재명 역(2009년)
- SBS 《시크릿 가든》 ... 임종수 역(2010년~2011년)
- SBS 러브FM 《라디오 시크릿 가든》 ... 임종수 역(2011년)
- SBS 《신의》 ... 장빈 역(2012년)

### 광고
- 《도미노피자》

## 학력
- 미국, 보스턴 칼리지 경제학 학사
- 미국, 조지 워싱턴 대학교 대학원 산업공학 공학석사